# Sara Cristina Cometti
Sara (Cristina) Cometti (Vercelli, 15 gennaio 1977) è una giornalista ed ex schermitrice italiana, specializzata nella spada.

## Biografia

### Attività sportiva
Ha gareggiato per l'Associazione Schema Pro Vercelli, il Club Scherma Legnano e il Gruppo Sportivo Forestale. 
Ha vinto una Coppa del Mondo di scherma nel 1996 nella spada, due medaglie d'oro ed una di bronzo ai Campionati europei di scherma e un argento ai mondiali di scherma. 
Sempre nel 1996 è stata la riserva della squadra di spada vincitrice della medaglia d'argento ai Giochi olimpici di Atlanta. Non avendo disputato assalti non le è stata assegnata la medaglia come da regolamento internazionale.
Dopo un bronzo ai Giochi del Mediterraneo del 2005, chiude l'attività con la Coppa del mondo 2007 a Cuba.

### Giornalista
Nel giugno 2010 inizia come commentatrice per Eurosport. 
Per la testata sportiva di Sky Italia è stata alle Olimpiadi di Londra del 2012 per seguire la ginnastica ritmica e la scherma, di cui è stata anche commentatrice tecnica al fianco di Pietro Nicolodi. 
Nel 2014 diviene giornalista professionista. 
È stata inviata di Sky Sport per i Campionati del mondo a Mosca nel 2015 e al Cairo nel 2022. È stata telecronista e voce tecnica di Eurosport di diverse edizioni dei Mondiali di scherma. 
Ha la qualifica di capo servizio eventi calcio di Sky Sport. 
Attualmente cura le produzioni originali firmate Sky Sport, come responsabile editoriale.

## Palmarès
In carriera ha conseguito i seguenti risultati:
Europei
Individuale
A squadre
- Oro nella spada a Bolzano 1999
- Bronzo nella spada a Bourges 2003

Giochi del Mediterraneo
Individuale
- Bronzo nella spada ad Almería 2005

Campionati italiani
Individuale
A squadre
- Bronzo nella spada a Conegliano Veneto 2002

### Altri risultati
Mondiali cadetti
Individuale
- Argento nel fioretto a Denver 1993
- Bronzo nel fioretto a Città del Messico 1994

Europei giovani
Individuale
- Oro nel fioretto a Limoges 1996

A squadre
Coppa del mondo di scherma Under 20
Coppa del mondo di scherma Giovani 1996: Oro nella spada individuale Giovani.